# Hubert Ponscarme
François Joseph Hubert Ponscarme, bekend geworden als Hubert Ponscarme (Belmont-lès-Darney, 20 mei 1827 - Malakoff, 27 februari 1903) was een veelgevraagd Frans beeldhouwer en medailleur. Hij vervaardigde munten, onderscheidingen en medailles.

## Biografie
Ponscarme groeide op als boerenzoon in de Vogezen en leek eerst voorbestemd om priester te worden. Op jonge leeftijd ging hij naar Parijs en werd hij een leerling graveur. Ponscarme werd ernstig ziek toen hij besmet raakte tijdens een cholera epidemie en in 1849 keerde hij terug naar zijn familie in Nonville om te herstellen. Met behulp van een lokale studiebeurs was hij in staat om terug te keren naar Parijs en volgde hij lessen aan de École nationale supérieure des beaux-arts, onder leiding van onder andere Auguste Dumont, Eugène-André Oudiné en Louis Merley. Met name de ontmoeting met Dumont was voor Ponscarme doorslaggevend. Onder zijn leiding leerde hij de basisprincipes van het tekenen en het modelleren. In 1855 wint Ponscarme de tweede prijs in de Prix de Rome achter Alphée Dubois. 
Ponscarme specialiseerde zich in het beroep van medailleur, zo vervaardigde hij in opdracht medailles met het portret van Napoleon III en vervaardigde hij de medailles voor de Wereldtentoonstelling in 1867. Zijn medaille met het   portret van Joseph Naudet uit 1867 zou een belangrijke heropleving en vernieuwing van de kunst van het medailleren betekenen. In navolging van medailleurs uit de Renaissance, zoals Vittore Pisano, koppelde Ponscarme het reliëf van het hoofdonderwerp aan de modellering van de achtergrond. Dit werk zou uiteindelijk veel navolging krijgen en het genre van het medailleren zou door hen verder worden vervolmaakt.
In 1871 werd Ponscarme professor aan de École nationale supérieure des beaux-arts. Studenten van hem waren onder andere Louis-Oscar Roty, Alexander-Louis-Marie Charpentier en Ovide Yencesse. 
Ponscarme vestigde zich met zijn tweede vrouw in Malakoff alwaar hij ook politiek actief werd door gemeenteraadslid te worden. In die hoedanigheid was hij betrokken bij het creëren van een nieuwe begraafplaats waarvoor hij een monument zou maken en op zijn voorstel werd er ook een straat naar Auguste Dumont vernoemd. 
In 1895 was Ponscarme nog steeds actief en legde hij een basis voor een nieuwe techniek waarbij hij probeerde de contouren van  zijn medailles verder te verzachten en het uitstekende reliëf verder te minimaliseren. Dit komt het beste tot uiting in zijn medaille Docteur Walther. Deze manier van werken zou door anderen worden opgepakt en met name door Ovide Yencesse verder uitgewerkt. Critici gaven deze werkwijze de benaming "de school van vaagheid" ("l'ecole du flou").

## Collecties
Als gevolg van een schenking door Ponscarme in 1901 is het belangrijkste deel van zijn oeuvre te vinden in de collectie van de Kunsthalle in Hamburg.

## Erkenning
In 1872 werd Ponscarme onderscheidden als Ridder in het Legioen van Eer en in 1891 werd hij bevorderd tot Officier.

## Galerij

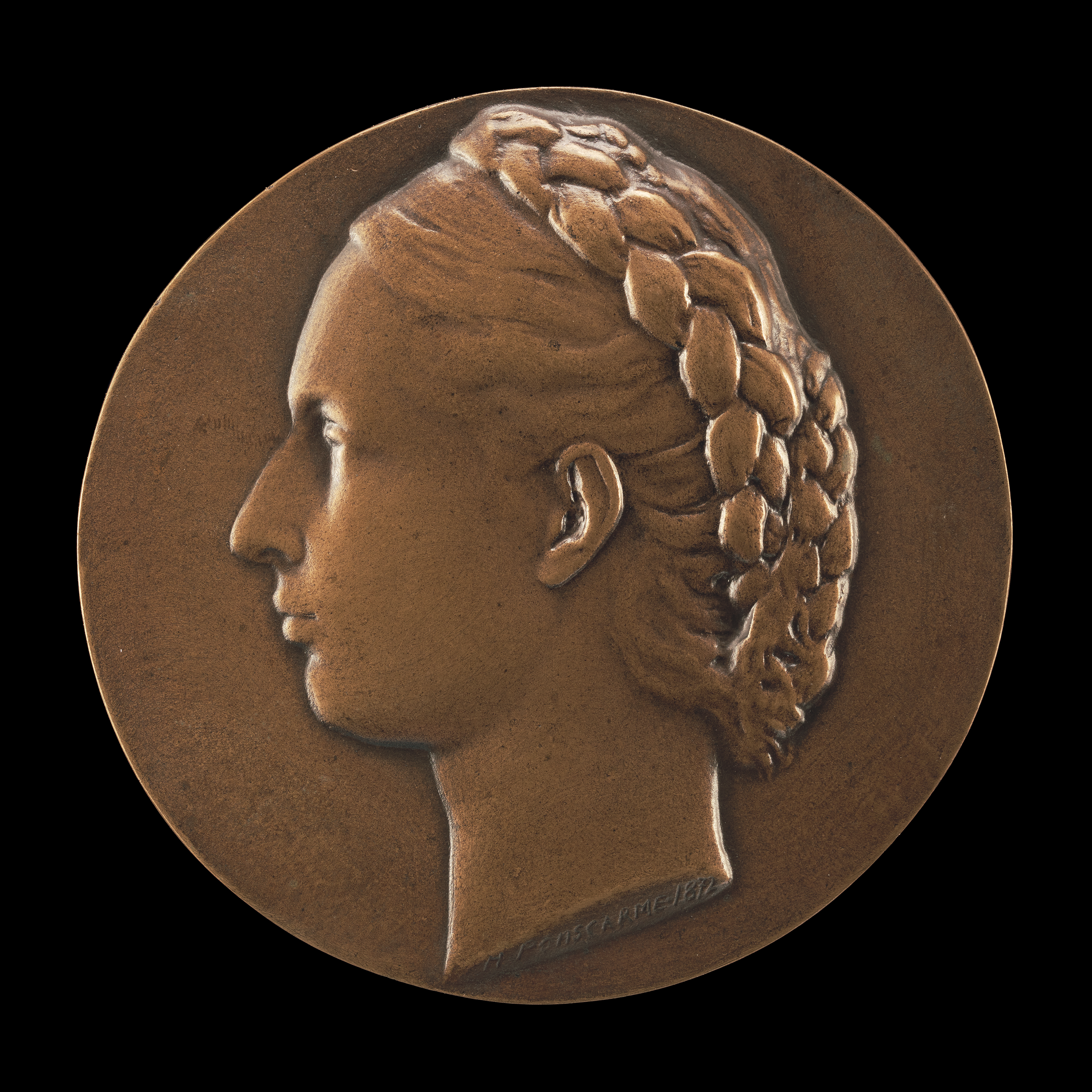
Mlle Foucher de Careil
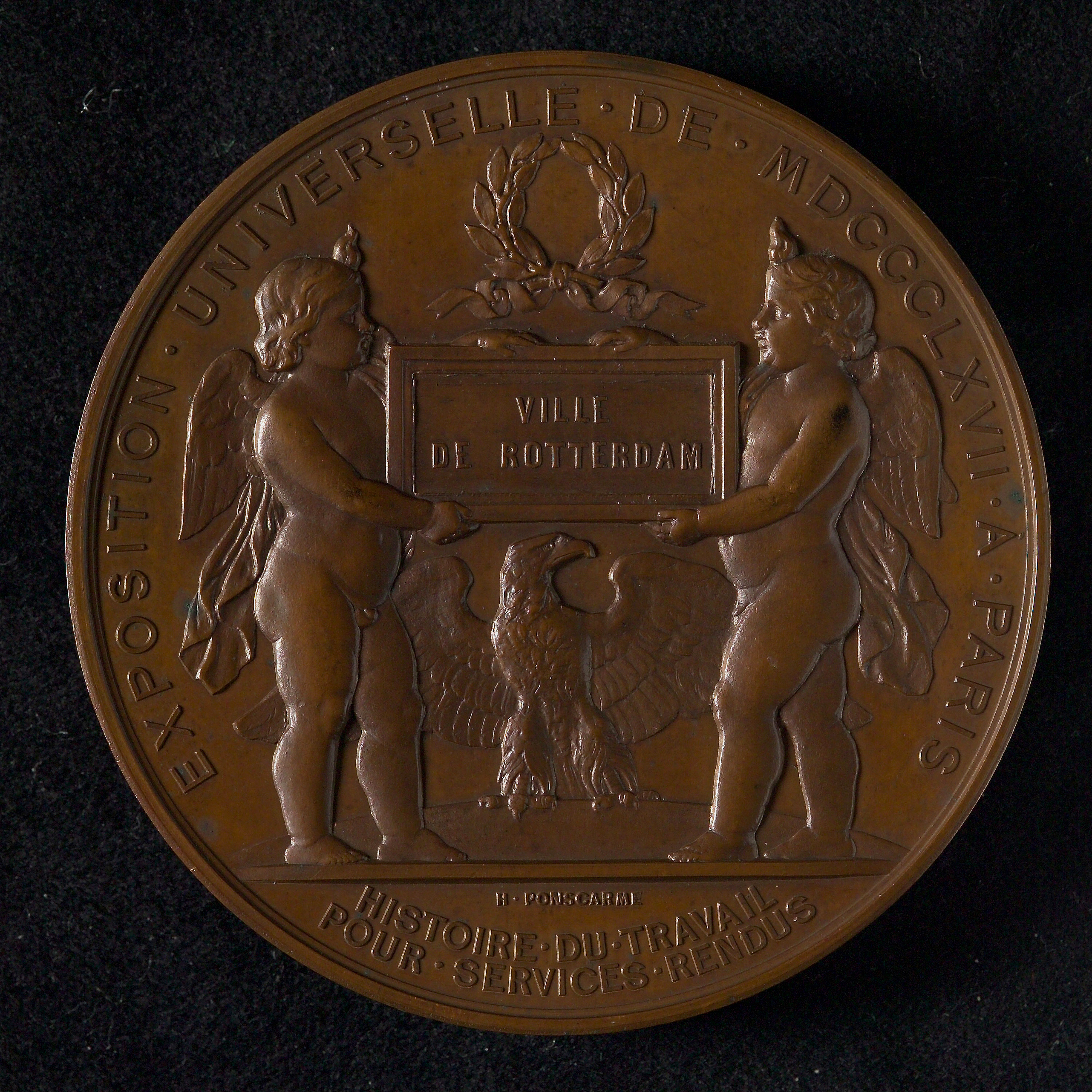
Penning voor de stad Rotterdam van de Wereldtentoonstelling te Parijs (1867)
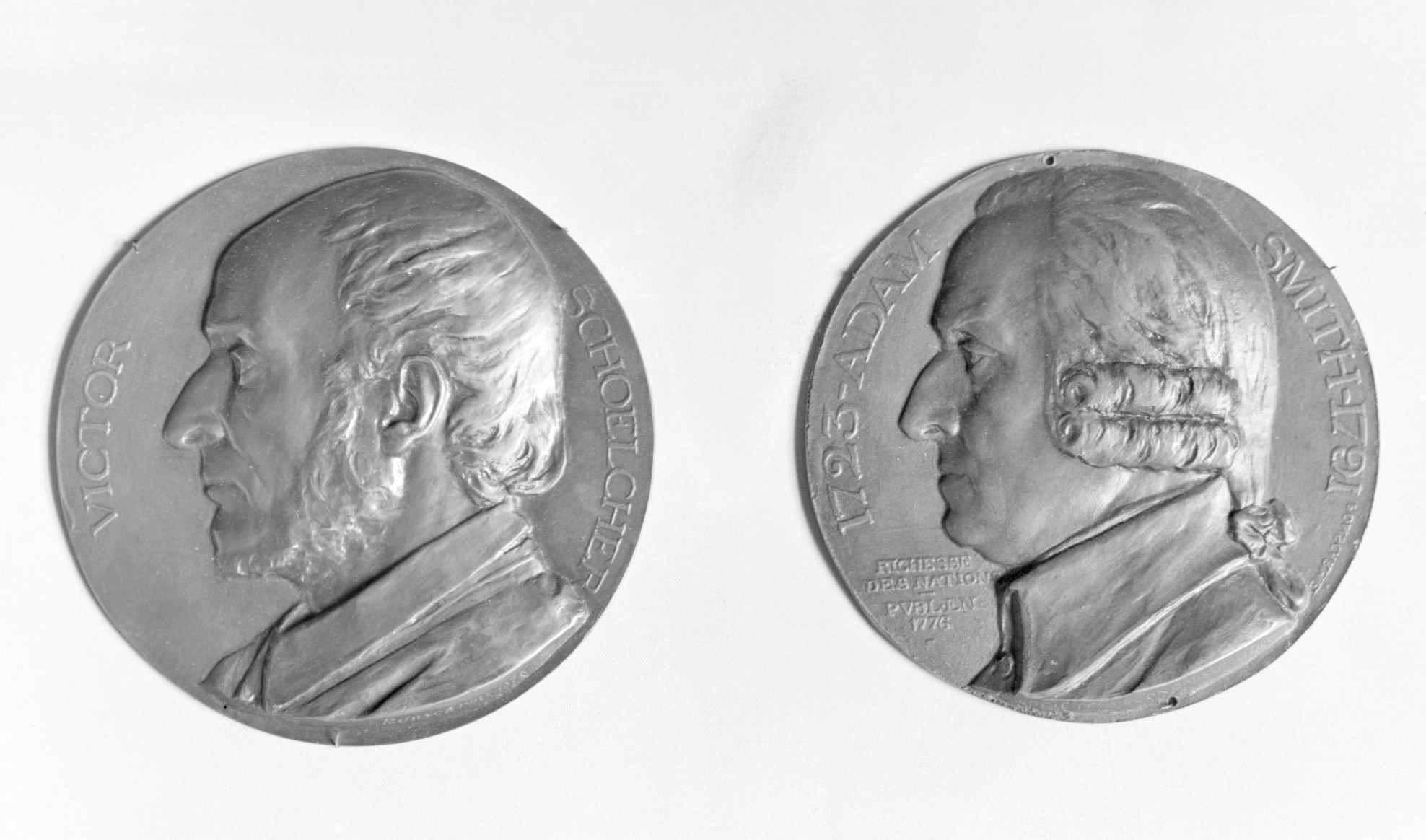
Victor Schœlcher en Adam Smith (1876)

- Bibliothèque nationale de France: cb158100729 (data)
- Gemeinsame Normdatei: 1042786488
- International Standard Name Identifier: 0000 0000 6704 843X
- Library of Congress Control Number: nr94023927
- Base Léonore: LH//2198/5
- National Gallery of Victoria: 24978
- RKD-Nederlands Instituut voor Kunstgeschiedenis: 215211
- Système universitaire de documentation: 181526492
- Union List of Artist Names: 500123475
- Virtual International Authority File: 24483408
- WorldCat: E39PBJjhwRmkCMpFHCkCqf7fv3